# Pirajuí
Pirajuí ist eine Gemeinde im brasilianischen Bundesstaat São Paulo. Das Gemeindegebiet umfasst 821,68 km². Der Ort liegt auf 468 m Höhe.
Der Ortsname entstammt der Tupi-Sprache. Pirajuí wurde 1915 offiziell gegründet. Bereits seit 1889 wurde auf dem Gebiet der Stadt Kaffee angebaut. Heute hat Pirajuí rund 20.000 Einwohner (2004 20.745), eine funktionierende Infrastruktur mit Schulen, Kindergärten und Einkaufsmöglichkeiten sowie zwei größeren und mehreren weiteren kleineren Industrieunternehmen. Pirajuí liegt rund 365 Kilometer Luftlinie von São Paulo, der größten Stadt Brasiliens, entfernt direkt an der Autobahn SP 300, auch Rodovia Marechal Rondon genannt. Die nächste größere Stadt ist Bauru.

## Söhne und Töchter der Gemeinde
- Caetano Ferrari (* 1942), römisch-katholischer Ordensgeistlicher, Bischof von Bauru
- Célio de Oliveira Goulart (1944–2018), römisch-katholischer Ordensgeistlicher, Bischof von São João del Rei

## Religion
Das Christentum ist in der Stadt wie folgt vertreten:

### Römisch-katholische Kirche
Die katholische Kirche in der Gemeinde ist Teil der Bistum Lins.

### Protestantische Kirche
In der Stadt gibt es die unterschiedlichsten evangelischen Glaubensrichtungen, hauptsächlich Pfingstler, darunter die brasilianischen Assemblies of God (die größte evangelische Kirche des Landes), die Christliche Kongregationalistische Kirche in Brasilien, und andere.